# 2010年亚洲运动会闭幕式
2010年亚洲运动会闭幕式是广州亚运会的闭幕活动，于2010年11月27日在广州珠江新城海心沙岛举行。

## 节目流程
2010年广州亚运会闭幕式节目流程大概如下：
- 主礼嘉宾进场 (19:58-20:00)

中华人民共和国国家领导人、亚奥理事会主席进场
- 倒计时 (20:00-20:03)
- 升中华人民共和国国旗、奏唱中华人民共和国国歌
- 文艺表演《请把你的歌留下》 (20:05-20:52)
  - 中国歌曲《月光光》
  - 印度歌曲《蒙格尼》
  - 日本歌曲《樱花》
  - 哈萨克斯坦歌曲《美丽的贾奈》
  - 印尼歌曲《星星索》
  - 黎巴嫩歌曲《愉快的旅行》
  - 蒙古歌曲《辽阔的草原》
  - 中国歌曲《凯旋》(开幕式歌曲《日出东方》、《时光》和《落雨大》串烧)
- 标兵入场 (20:52-20:54)
- 参赛国家和地区旗帜及引导牌入场 (20:54-20:56)
- 运动员入场 (20:56-21:14)
- 主礼嘉宾登上仪式台 (21:14-21:15)

亚奥理事会主席艾哈迈德亲王在中国奥委会主席和广州亚组委执行主席及广州市市长陪同下登上仪式台
- 亚奥理事会主席致辞
- 宣布第16届亚运会闭幕 (21:15-21:19)
- 降亚奥理事会会旗、奏亚奥理事会会歌 (21:19-21:21)
- 韩国代表登上仪式台 (21:21-21:22)

韩国奥委会副主席金正幸、仁川亚组委主席李衍泽和仁川市市长宋永吉登上仪式台
- 升韩国国旗、奏韩国国歌 (21:22-21:23)
- 交接仪式 (21:23-21:30)
- 代表团旗帜及引导牌退场 (21:30-21:32)
- 仁川文艺表演 (21:32-21:42)
- 熄灭圣火 (21:42-21:45)
  - 歌曲《每一个人》
  - 歌曲《为亚细亚喝彩》
- 焰火表演及闭幕式结束

## 预演
- 11月23日：第一次彩排

## 媒体直播
央視朱軍、董卿聲音版本
- 省级卫视（如东方卫视、深圳卫视等）
- 中国中央电视台综合频道、综艺频道、体育频道、高清频道
- 广东电视台：广东卫视、珠江频道、体育频道
- 广州市广播电视台：广州台、新闻台、竞赛台

央視白岩松聲音版本
- 中国中央电视台新聞频道

其他聲音版本
- 中央人民广播电台：中国之声、中华之声、华夏之声
- 广东电视台：广东新闻频道
- 香港有线电视：第1台、62台、63台、高清202台
- 澳门澳广视：澳视高清、澳视体育
- 台湾：华视休闲频道、公视主频道、纬来体育台
- 韩国：KBS1
- 新加坡：新传媒5频道